# Lujza Garajová Schrameková
Lujza Garajová-Schrameková (* 7. února 1983, Nitra, Slovensko) je slovenská herečka, stand-up komička a zpěvačka.

## Život
Pochází z divadelní rodiny. Její matka je herečka ve Starém divadle v Nitře, dědeček byl herec a tajemník Divadla Andreja Bagara v Nitře. Vystudovala hereckou konzervatoř.
Po skončení konzervatoře byla osm let členkou Radošinského naivního divadla. Vystupovala v nezávislém toulavém divadle, které vzniklo jako autorský projekt dvojice režisérů Jakuba Nvoty a Kamila Žišku. Ve Studiu L + S hrála spolu s Milanem Lasicou v představení Listy Emilovi. Delší dobu vystupovala v stand-up show Jana Gorduliče Silné řeči, kam se dostala díky kamarádce a kolegyni Kristýně Farkašové.
První televizní zkušenosti získala menšími rolemi v seriálech Ordinace v růžové zahradě a Panelák. V pořadu Haló hrála vyfintěnou zlatokopku, která radila ženám, jak sbalit bohatého chlapa. Do širšího povědomí diváků se dostala díky seriálu Divoké koně, kde hraje šéfku stájí Mery, která má problémy s muži.
Garajová-Schrameková se věnuje i zpěvu. Koncertuje spolu s kolegyněmi z Radošinského naivního divadla, Marcelou Vilhanovou a Dankou Tomešovou. Od dětství měla problémy se zrakem. V soukromí nosila dioptrické brýle. Během vystoupení v divadle a při natáčení seriálu Divoké koně používala kontaktní čočky. V lednu 2016 se rozhodla podstoupit laserovou operaci očí.
Od roku 2016 účinkuje ve slovenském seriálu Naši.
V letech 2018 a 2019 byla spolu s Davidem Gránským moderátorkou pořadu Česko Slovensko má talent.
V roce 2021 byla porotkyní v 6 sérii zpěvácké a taneční show Tvoja tvár znie povedome.